# Xylocopa mongolicus
Xylocopa mongolicus är en biart som först beskrevs av Wu 1983.  Xylocopa mongolicus ingår i släktet snickarbin, och familjen långtungebin. Inga underarter finns listade i Catalogue of Life.